# Национальная партия (Уругвай)
Национальная партия (исп. Partido Nacional), также известная как Белая партия (Бланко, Partido Blanco) — главная консервативная политическая партия Уругвая правоцентристского толка, которая в данный момент является крупнейшей партией, состоящей в оппозиции к правящей коалиции Широкого фронта.

## История
Образовалась 10 августа 1836 года Мануэлем Орибе. Сложилась как партия латифундистов и крупной буржуазии. Наряду с партией Колорадо является одной из традиционных партий, чьи корни уходят в XIX столетие. В гражданской войне, шедшей с 1863 по 1865 годы, была вытеснена Колорадо, которая правила страной до 1958 года. В 1872 году сменила своё название с Белой партии на Национальную.
В середине XX века произошло странное событие: с 1931 по 1959 годы действовала отколовшаяся группа, именовавшая себя Независимой национальной партией. Несмотря на то, что она была, фактически, отдельной партией, её лидеры постоянно утверждали, что «существует лишь одна Национальная партия». Сама Национальная партия оставалась расколотой на многочисленные фракции и группировки — от крайне правых до левой группы Энрике Эрро, которая вступила в 1971 году в Широкий фронт. 

Кандидат партии НП Л.А. Лакалье Поу избран президентом Уругвая в 2019 году.

## Выборы 2004 года
На выборах 2004 года Национальная партия получила 36 мест (из 99) в палате депутатов, и 11 (из 31) — в сенате. Её кандидат в президенты, Хорхе Ларраньяга, в тот же самый день получил 35,1 % голосов избирателей.

## Выборы 2009 года
На последних выборах в парламент в 2009 году, Национальная партия получила 31 место в палате депутатов и 9 — в сенате. Её кандидат в президенты, Луис Альберто Лакалье де Эррера, 25 октября получил 29,07 % голосов избирателей.

## Выборы 2014 года
На Всеобщих выборах в 2014 году Национальная партия получила 32 места в палате депутатов и 10 мест в Сенате. Её кандидат в президенты, Луис Альберто Лакалье де Эррера, 26 октября получил 29,07 % голосов избирателей, а во втором туре 24 ноября 43,37 % голосов избирателей.

## Фракции
Национальный альянс — 6 мест в Сенате, Вместе за Аделанте — 4 места в Сенате.